# إلياس ماكدونالد
إلياس ماكدونالد (بالإنجليزية: Elias MacDonald)‏ (11 أبريل 1898 في المملكة المتحدة - 4 أبريل 1978 في المملكة المتحدة) هو لاعب كرة قدم بريطاني (وحمل سابقاً جنسية المملكة المتحدة لبريطانيا العظمى وأيرلندا) في مركز جناح ‏. لعب مع ديربي كاونتي ونادي دونكاستر روفرز ونادي ساوثبورت ونادي ساوثهامبتون ونادي ساوثيند يونايتد ونادي تشورلي ونادي بارو ونادي موركامب وBurton Town F.C. ‏.